# Corollaire Roosevelt
Pour les articles homonymes, voir Corollaire et Roosevelt.

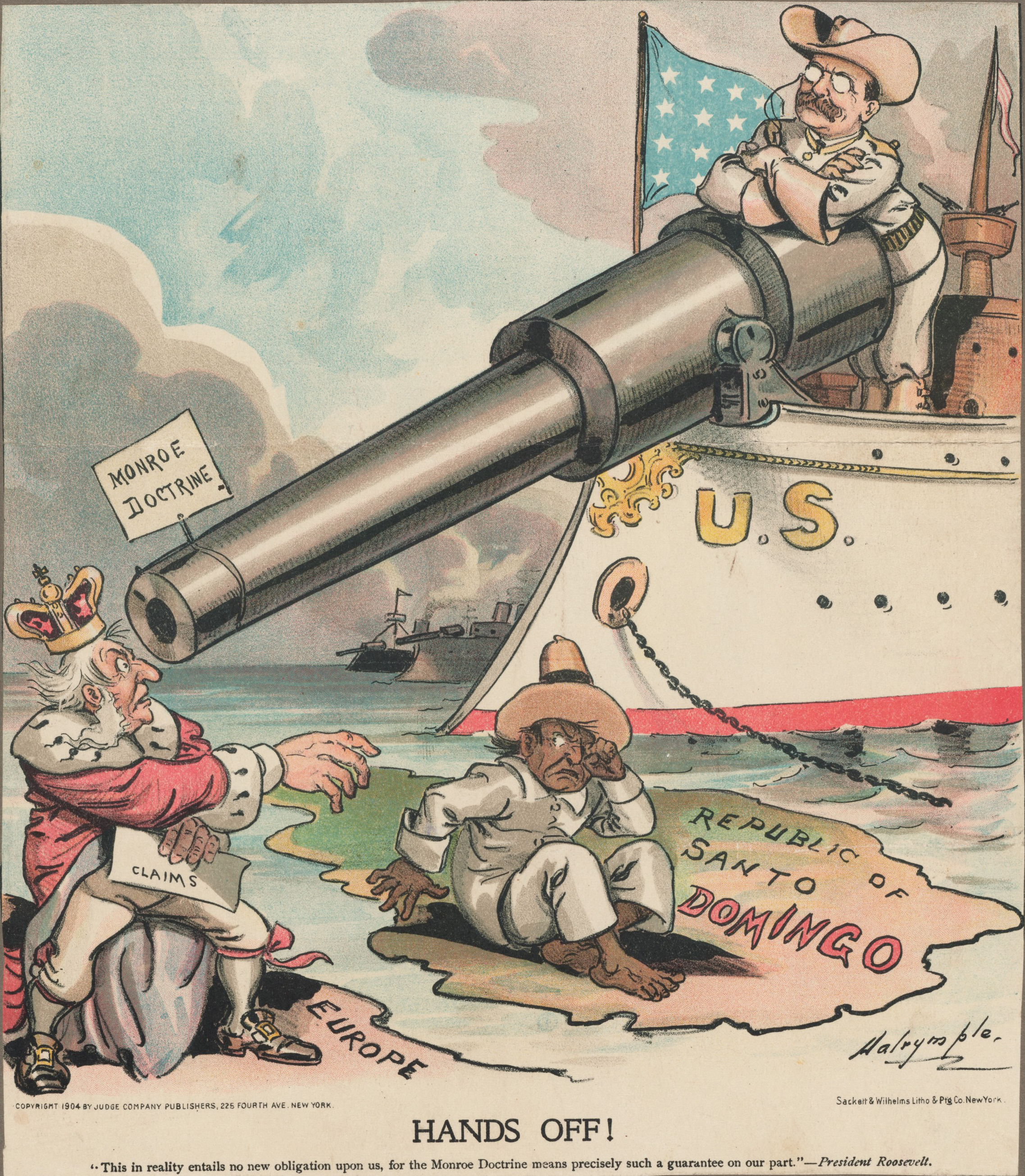
Caricature de Theodore Roosevelt usant de la doctrine Monroe pour tenir les Européens hors de République dominicaine.

Le corollaire Roosevelt (ou corollaire de la doctrine de Monroe) est une interprétation expansionniste de la doctrine de Monroe (1823) exposée par le président américain Theodore Roosevelt dans un discours prononcé le 6 décembre 1904 au début de la troisième session du 58e Congrès des États-Unis (en).

## Contenu
Trois ans après la mise en œuvre de la doctrine du Big Stick, ce discours ne prône plus la neutralité inhérente à la doctrine de Monroe, mais affirme que les États-Unis ne toléreront pas que l'on s'oppose directement à leurs intérêts. 
Il permet ainsi de justifier en grande partie les volontés d'expansion américaines vers les Philippines, Panama et Cuba, et de confirmer la place de l’Amérique latine dans la sphère d'influence des États-Unis. Ce corollaire a provoqué l'indignation des dirigeants européens, notamment de l'empereur Guillaume II d'Allemagne.

## Texte et extraits du discours
« L’injustice chronique ou l’impuissance qui résulte en un relâchement général des règles de la société civilisée peut exiger, en fin de compte, en Amérique ou ailleurs, l’intervention d’une nation civilisée et, dans l’hémisphère occidental, l’adhésion des États-Unis à la doctrine de Monroe peut forcer les États-Unis, à contrecœur cependant, dans des cas flagrants d’injustice et d’impuissance, à exercer un pouvoir de police international. »

— Theodore Roosevelt, Roosevelt Corollary